# Miroslav Chvíla
Miroslav Chvíla (28 marzo 1967) è un ex calciatore slovacco, di ruolo difensore.